# Comuna Luka-Movceanska, Jmerînka
Luka-Movceanska (în ucraineană Лука-Мовчанська) este o comună în raionul Jmerînka, regiunea Vinnița, Ucraina, formată din satele Huta-Movceanska și Luka-Movceanska (reședința).

## Demografie
Componența lingvistică a satului Luka-Movceanska
     Ucraineană (98,8%)
     Rusă (1,2%)
Conform recensământului din 2001, majoritatea populației satului Luka-Movceanska era vorbitoare de ucraineană (98,8%), existând în minoritate și vorbitori de rusă (1,2%).